# Anders Miolin
Per Anders Dag Miolin, född 28 maj 1961 i Botkyrka, är en svensk klassisk gitarrist, uppvuxen i Lund som spelar på den 13-strängade "Chiavi-Miolin-gitarren" . 
Anders Miolin antogs till den Kungliga danska musikakademin (Det kunglige danske musikkonservatorium) redan i 15-årsåldern . Han studerade för Karl Scheit-eleven professor Per-Olof Johnson. Han fortsatte studera för prof. Johnson på Musikhögskolan i Malmö där han tog sitt första solistdiplom, ett andra solistdiplom tog han efter studier på Musikhögskolan i Basel, Schweiz efter studier för Oscar Ghiglia.
Idag är Anders Miolin professor vid Zürich University of the Arts. Han fortsätter att spela in skivor, ge konserter och master classes över hela världen. Han har spelat in sex soloalbum för skivbolaget BIS Records . 
Tillsammans med gitarrbyggaren Ermanno Chiavi har han utvecklat en 13-strängad gitarr kallad “Chiavi-Miolin”.

## Diskografi (urval)
- Maurice Ravel, musik för tio-string-gitarr och altgitarr
- The Lion in The Lute, brittisk musik för gitarr
- Claude Debussy, musik för tio-string-gitarr